# VUCA
VUCA è un acronimo basato sulle teorie sulla leadership elaborate da Warren Bennis e Burt Nanus, per descrivere o riflettere sulla volatilità, l'incertezza, la complessità e l'ambiguità di condizioni e situazioni generali.
L'US Army War College ha introdotto il concetto di VUCA nel 1987, per descrivere un mondo multilaterale più complesso percepito come risultato della fine della Guerra fredda. L'uso e la discussione più frequente del termine sono iniziati a partire dal 2002. Successivamente si è diffuso alla leadership strategica nelle organizzazioni, dalle società a scopo di lucro all'istruzione.

## Significato
Il framework VUCA fornisce una lente attraverso la quale le organizzazioni possono interpretare le proprie sfide e le proprie opportunità. Enfatizza la previsione strategica, l'intuizione e il comportamento delle entità all'interno delle organizzazioni. Evidenzia inoltre i fallimenti sia sistemici che comportamentali spesso associati a passi falsi organizzativi.
Vediamo di seguito il dettaglio dei termini che lo compongono:
- V = Volatilità: caratterizza la natura rapida e imprevedibile del cambiamento.
- U = Incertezza: denota l'imprevedibilità di eventi e problemi.
- C = Complessità: descrive le forze e i problemi intrecciati, rendendo poco chiare le relazioni di causa-effetto.
- A = Ambiguità: indica realtà poco chiare e potenziali malintesi derivanti da messaggi contrastanti.

Questi elementi articolano il modo in cui le organizzazioni percepiscono le sfide attuali e potenziali, stabilendo i parametri per la pianificazione e la formulazione delle politiche. Interagendo in vari modi, possono complicare il processo decisionale o migliorare la capacità di elaborare strategie, pianificare e progredire. In sostanza, VUCA pone le basi per una gestione e una leadership efficaci.
Il framework VUCA è uno strumento concettuale che sottolinea le condizioni e le sfide che le organizzazioni devono affrontare quando prendono decisioni, pianificano, gestiscono i rischi, guidano il cambiamento e risolvono i problemi.